# Задній Рейн
46°49′15″ пн. ш. 9°24′16″ сх. д. / 46.820778° пн. ш. 9.4045° сх. д.
Задній Рейн (нім. Hinterrhein) — одна з двох твірних р. Рейн (коротший за довжиною, але більший за об’ємом) з кантону Граубюнден, Швейцарія.

## Течія
Витікаючи з джерела у селі Гінтеррайн поблизу перевалу Сан-Бернардіно через долину Райнвальд, річка тече через ущелину Рофлашлухт. 
У цій ущелині Задній Рейн приймає притоку Аверс-Рейн та додає води з глибокої долини Валь-Феррера та дуже віддаленої альпи Аверс та її бічної долини Валле-ді-Лей на території Італії. 
Після ущелини Рофлашлухт долина розширюється в ділянку під назвою Шамс. 
Задній Рейн далі тече через Андер, далі через ущелину, Віа-Мала безпосередньо перед Тузіс. 
Тут Задній Рейн приймає притоку Ландвассер, дренуючи мережу долин Давос, який приєднується через Альбулу, що тече з перевалу Альбула. 
Інша велика притока річки Албула — Юлія тече з району перевалу Юлієр. 
Далі тече до Ротенбруннена через долину Домлешг.
Ще нижче за течією він зливається з Переднім Рейном біля Райхенау, утворюючи Альпійський Рейн.